# Sigismund von Kollonitz
Sigismund von Kollonitz, noto anche come: Kolloniz, Kollonits, Kollonitsch, Kollonich, Kollonic e Collonicz (Veľké Leváre, 28 maggio 1676 – Vienna, 12 aprile 1751), è stato un cardinale e arcivescovo cattolico austriaco.
Fu nominato cardinale della Chiesa cattolica da papa Benedetto XIII.

## Biografia
Era nipote del vescovo Leopold Karl von Kollonitz. Dopo aver frequentato il convitto dei Gesuiti nella nuova casa in Boemia, Sigismund von Kollonitz studiò al "Collegium Germanicum" di Sant'Apollinare a Roma, dove ottenne il dottorato in teologia. Il 22 ottobre 1699 venne nominato sacerdote e nel 1700 divenne canonico della cattedrale di Strigonio (Ungheria). Nel 1705 divenne emissario reale in Ungheria e il 14 ottobre 1709 fu nominato vescovo-conte di Vác.
Il 1º luglio 1716 divenne vescovo-conte di Vienna. Assieme all'imperatore Carlo VI ed al papa Clemente XI promosse l'elevazione della diocesi di Vienna ad arcidiocesi, conseguendo il titolo di arcivescovo. Il vescovo di Passavia, conte Raymund Ferdinand von Rabatta, tentò di evitare che questo si verificasse, ma il 6 marzo 1721 la congregazione di Roma si accordò sulla nuova arcidiocesi. Il permesso del concistoro dei cardinali giunse il 1º giugno 1722. Il 14 febbraio 1723 papa Innocenzo XIII siglò una bolla che consentì, con suprema disposizione, di erigere Vienna ad arcidiocesi.
Il 26 novembre 1727 venne nominato cardinale e 10 anni dopo ricevette il titolo di Protector Germaniae.
Attento alle esigenze della diocesi, si preoccupò anche nel 1719 di introdurre nelle cariche al proprio servizio un sacerdote convertito per i protestanti, al fine che con la propria predicazione li convincesse a redimersi. Elargì numerosi donativi in onore di Santa Barbara e di Santo Stefano e nel 1730 compì una lunga visita pastorale in tutta l'ampia diocesi viennese.
Nel 1728 elevò Josef Heinrich Braitenbuecher quale suo vicario.
Alla sua morte, avvenuta il 12 aprile 1751, egli trasferì le proprie ricchezze al barone Ladislaus von Zay in quanto Sigismund era l'ultimo della famiglia dei von Kollonitz.
Venne sepolto nella cripta dei vescovi della cattedrale di Vienna.

## Successione apostolica
La successione apostolica è:
- Vescovo Franjo Vernić (1718)
- Cardinale Mihály Frigyes Althann (1718)
- Vescovo Ignaz von Lovina (1719)
- Arcivescovo Johann Moritz Gustav von Manderscheid-Blankenheim (1722)
- Vescovo Adam Acsády (1726)
- Vescovo Juraj Branjug (1728)
- Vescovo Joseph Heinrich von Braitenbücher (1728)
- Vescovo Giovanni Paolo Maricone, C.R.S. (1729)
- Vescovo Adalbertus von Falkenstein, O.S.B. (1731)
- Vescovo Ignatius Franciscus Ladislaus Mednyánszky (1731)
- Vescovo François-Ernest de Salm-Reifferscheid (1732)
- Vescovo Adolphus Groll, Sch.P. (1733)
- Vescovo Franz Anton von Engel in Wagrain (1734)
- Vescovo Johann Franz Anton von Khevenhüller (1735)
- Vescovo János Okolicsány (1735)
- Vescovo Ernst Amadeus Thomas von Attems (1736)
- Arcivescovo František Xaver Klobušický (1736)
- Vescovo Ferdinand Michael Cyriakus von Hallweil (1741)
- Vescovo Ferenc Zichy (1742)
- Vescovo Bartolomeo Antonio Passi (1744)
- Vescovo Georgius Wolfgangus Chiolich (1746)
- Vescovo Pál Forgách (1748)
- Vescovo Franz Xaver Anton Marxer (1748)
- Vescovo Nicolò Givovich (1749)
- Cardinale Johann Joseph von Trautson (1750)